# Ricardo López
Ricardo López Felipe (Madrid, 30 december 1971), of kortweg Ricardo, is een Spaans voetbalcoach en oud-voetballer.

## Clubvoetbal
López' profloopbaan begon in 1991 bij Real Ávila CF. In 1992 werd hij gecontracteerd door Atlético Madrid, maar bij deze club speelde hij voornamelijk in het tweede elftal. In 1998 werd de doelman gecontracteerd door Real Valladolid, waar hij in het seizoen 2001/2002 een vaste waarde werd. Van 2002 tot 2005 stond López onder contract bij Manchester United FC, maar bij de Engelse club kwam hij nauwelijks aan spelen. In de Premier League speelde de doelman alleen tegen Blackburn Rovers FC in het seizoen 2002/2003. In het seizoen 2003/2004 speelde López op huurbasis bij Racing Santander. In 2005 verliet hij Manchester United definitief om bij CA Osasuna te gaan spelen. Met deze club behaalde López in het seizoen 2005/2006 de vierde plaats in de Primera División.
Op 24 juni 2013 werd hij bij Club Brugge aangesteld als keeperstrainer.
Op 18 oktober 2013 vroeg hij opnieuw een spelerslicentie aan. Hij deed dit uit voorzorg omdat Club Brugge door enkele blessures een doelmannenprobleem dreigde te krijgen. Hij werd zo (tijdelijk) de vierde doelman na Mathew Ryan, Vladan Kujović en Sven Dhoest. In januari 2014 werd zijn contract stopgezet.

### Statistieken
| Seizoen | Club                    | Land              | Competitie         | Wed. | Goals |
| ------- | ----------------------- | ----------------- | ------------------ | ---- | ----- |
| 1996/97 | Atlético Madrid         | Vlag van Spanje   | Primera División   | 1    | 0     |
| 1997/98 | Atlético Madrid         | Vlag van Spanje   | Primera División   | 0    | 0     |
| 1998/99 | Real Valladolid         | Vlag van Spanje   | Primera División   | 0    | 0     |
| 1999/00 | Real Valladolid         | Vlag van Spanje   | Primera División   | 3    | 0     |
| 2000/01 | Real Valladolid         | Vlag van Spanje   | Primera División   | 12   | 0     |
| 2001/02 | Real Valladolid         | Vlag van Spanje   | Primera División   | 38   | 0     |
| 2002/03 | Manchester United       | Vlag van Engeland | Premier League     | 1    | 0     |
| 2003/04 | Racing Santander (huur) | Vlag van Spanje   | Primera División   | 34   | 0     |
| 2004/05 | Manchester United       | Vlag van Engeland | Premier League     | 0    | 0     |
| 2005/06 | CA Osasuna              | Vlag van Spanje   | Primera División   | 30   | 0     |
| 2006/07 | CA Osasuna              | Vlag van Spanje   | Primera División   | 36   | 0     |
| 2007/08 | CA Osasuna              | Vlag van Spanje   | Primera División   | 37   | 0     |
| 2008/09 | CA Osasuna              | Vlag van Spanje   | Primera División   | 12   | 0     |
| 2009/10 | CA Osasuna              | Vlag van Spanje   | Primera División   | 36   | 0     |
| 2010/11 | CA Osasuna              | Vlag van Spanje   | Primera División   | 38   | 0     |
| 2011/12 | CA Osasuna              | Vlag van Spanje   | Primera División   | 0    | 0     |
| 2012/13 | CA Osasuna              | Vlag van Spanje   | Primera División   | 1    | 0     |
| 2013/14 | Club Brugge             | Vlag van België   | Jupiler Pro League | 0    | 0     |
| TOTAAL  | TOTAAL                  | TOTAAL            | TOTAAL             | 170  | 0     |

## Nationaal elftal
López debuteerde op 14 november 2001 tegen Mexico (1-0 winst) in het Spaans nationaal elftal. Hij was de tweede doelman van Spanje op het Wereldkampioenschap 2002, maar hij kwam op het toernooi niet in actie. López speelde op 21 augustus 2002 tegen Hongarije (1-1) zijn tweede en laatste interland.
1 Casillas ·
2 Torres ·
3 Juanfran ·
4 Helguera ·
5 Puyol ·
6 Hierro  ·
7 Raúl ·
8 Baraja ·
9 Morientes ·
10 Tristán ·
11 De Pedro ·
12 Luque ·
13 Ricardo ·
14 Albelda ·
15 Romero ·
16 Mendieta ·
17 Valerón ·
18 Sergio ·
19 Xavi ·
20 Nadal ·
21 Enrique ·
22 Joaquín ·
23 Contreras ·
Coach: Camacho